# Sam Mitchell
Samuel „Sam” E. Mitchell Jr. (ur. 2 września 1963 w Columbus w stanie Georgia) – amerykański koszykarz oraz trener koszykarski, aktualnie asystent trenera drużyny akademickiej Memphis Tigers.
W 1996 wystąpił w filmie Eddie.

## Kariera jako zawodnik
Reprezentował drużynę z uczelni Mercer. Został wybrany z numerem 51 w drafcie 1985 przez Houston Rockets. Jego pierwszym sezonem w NBA był sezon 1989-1990. Miał wtedy 26 lat. Grał w barwach Minnesoty Timberwolves. Rozegrał 80 spotkań, średnio zdobywał niecałe 13 punktów w meczu. W kolejnych dwóch sezonach rozegrał wszystkie 82 spotkania w sezonie zasadniczym. Na sezon 1992-1993 przeszedł do Indiany Pacers. Spędził tam trzy lata po czym powrócił do starej drużyny z Minnesoty. Grał tutaj do zakończenia kariery w roku 2002. Ogólnie grał przez 13 sezonów. Łącznie wystąpił w 994 meczach sezonu zasadniczego i 59 play-off. Zdobył 8636 punktów.

## Kariera trenerska
Ekipę Toronto Raptors objął przed sezonem 2004-2005. Został szóstym trenerem w historii tego klubu. Zastąpił Kevina O’Neilla. Drużyna skończyła sezon z bilansem 33-49 co dało jej 4 miejsce w Atlantic Division. Sezon 2005-2006 był jeszcze gorszy. Toronto wygrało tylko 27 z 82 spotkań i ponownie zajęło 4 miejsce w dywizji. W poprzednim sezonie 2006-2007, jedyna obecnie drużyna ligi z Kanady zwyciężyła w 47 meczach, co dało jej wygraną w dywizji i 3 miejsce w konferencji wschodniej. Niestety już w pierwszej rundzie play-off Toronto Raptors zostało wyeliminowane. 24 kwietnia 2007 został uznany trenerem roku.

## Osiągnięcia
Na podstawie, o ile nie zaznaczono inaczej.
NCAA
- Uczestnik turnieju NCAA (1985)
- Mistrz turnieju konferencji Trans America Athletic Conference (TAAC – 1985)
- Koszykarz Roku Konferencji TAAC (1985)[3]
- MVP turnieju konferencji TAAC (1979)

Drużynowe
- Mistrz:
  - CBA (1987)
  - II ligi francuskiej (1988)
- Ćwierćfinalista ligi francuskiej (1989)

Trenerskie
- Trener roku NBA (2007)[4]

Inne
- Wybrany do Galerii Sław Sportu:
  - stanu Georgia (2010)
  - konferencji Atlantic Sun (2018)

## Statystyki zawodnicze
Na podstawie Basketball-Reference.com (ang.)

### College
| Sezon   | Drużyna | M  | S5 | MPG  | FG%   | 3P% | FT%   | RPG | APG | SPG | BPG | PPG  |
| ------- | ------- | -- | -- | ---- | ----- | --- | ----- | --- | --- | --- | --- | ---- |
| 1981/82 | Mercer  | 27 | –  | –    | 49,7% | –   | 71,7% | 3,7 | 0,5 | –   | –   | 7,1  |
| 1982/83 | Mercer  | 28 | –  | 34,4 | 51,9% | –   | 78,4% | 5,9 | 1,7 | –   | –   | 16,5 |
| 1983/84 | Mercer  | 26 | –  | 36,0 | 50,7% | –   | 78,1% | 7,1 | 1,8 | –   | –   | 21,5 |
| 1984/85 | Mercer  | 31 | –  | 37,3 | 51,6% | –   | 75,0% | 8,2 | 1,4 | –   | –   | 25,0 |

### NBA

#### Sezon regularny
| Sezon   | Drużyna   | M  | S5 | MPG  | FG%   | 3P%   | FT%   | RPG | APG | SPG | BPG | PPG  |
| ------- | --------- | -- | -- | ---- | ----- | ----- | ----- | --- | --- | --- | --- | ---- |
| 1989/90 | Minnesota | 80 | 30 | 30,2 | 44,6% | 0,0%  | 76,8% | 5,8 | 1,1 | 0,8 | 0,7 | 12,7 |
| 1990/91 | Minnesota | 82 | 60 | 38,1 | 44,1% | 0,0%  | 77,5% | 6,3 | 1,6 | 0,8 | 0,7 | 14,6 |
| 1991/92 | Minnesota | 82 | 63 | 26,2 | 42,3% | 18,2% | 78,6% | 5,8 | 1,1 | 0,6 | 0,5 | 10,1 |
| 1992/93 | Indiana   | 81 | 1  | 17,3 | 44,5% | 17,4% | 81,1% | 3,1 | 0,9 | 0,3 | 0,1 | 7,2  |
| 1993/94 | Indiana   | 75 | 18 | 14,5 | 45,8% | 0,0%  | 74,5% | 2,5 | 0,9 | 0,4 | 0,1 | 4,8  |
| 1994/95 | Indiana   | 81 | 12 | 17,0 | 48,7% | 10,0% | 72,4% | 3,0 | 0,8 | 0,5 | 0,2 | 6,5  |
| 1995/96 | Minnesota | 78 | 42 | 27,5 | 49,0% | 05,6% | 81,4% | 4,3 | 0,9 | 0,6 | 0,3 | 10,8 |
| 1996/97 | Minnesota | 82 | 5  | 24,9 | 44,6% | 16,0% | 75,9% | 4,0 | 1,0 | 0,6 | 0,2 | 9,3  |
| 1997/98 | Minnesota | 81 | 33 | 27,6 | 46,4% | 34,9% | 83,2% | 4,8 | 1,3 | 0,8 | 0,3 | 12,3 |
| 1998/99 | Minnesota | 50 | 20 | 26,9 | 40,8% | 23,7% | 76,4% | 3,6 | 2,0 | 0,7 | 0,3 | 11,2 |
| 1999/00 | Minnesota | 66 | 24 | 18,6 | 44,7% | 43,5% | 88,0% | 2,1 | 1,7 | 0,4 | 0,2 | 6,5  |
| 2000/01 | Minnesota | 82 | 4  | 12,0 | 40,8% | 20,9% | 72,7% | 1,5 | 0,7 | 0,3 | 0,1 | 3,5  |
| 2001/02 | Minnesota | 74 | 10 | 9,8  | 43,2% | 28,6% | 77,6% | 1,1 | 0,6 | 0,2 | 0,1 | 3,3  |

#### Play-offy
| Sezon   | Drużyna   | M  | S5 | MPG  | FG%   | 3P%   | FT%    | RPG | APG | SPG | BPG | PPG  |
| ------- | --------- | -- | -- | ---- | ----- | ----- | ------ | --- | --- | --- | --- | ---- |
| 1992/93 | Indiana   | 4  | 0  | 6,3  | 62,5% | –     | 100,0% | 0,3 | 0,0 | 0,0 | 0,0 | 3,0  |
| 1993/94 | Indiana   | 15 | 0  | 6,6  | 34,6% | 0,0%  | 75,0%  | 1,1 | 0,3 | 0,1 | 0,1 | 1,4  |
| 1994/95 | Indiana   | 17 | 0  | 13,1 | 35,9% | 0,0%  | 78,6%  | 2,8 | 0,4 | 0,2 | 0,1 | 4,0  |
| 1996/97 | Minnesota | 3  | 0  | 15,7 | 46,2% | –     | 62,5%  | 2,3 | 0,3 | 0,3 | 0,3 | 5,7  |
| 1997/98 | Minnesota | 5  | 5  | 35,4 | 44,8% | 21,4% | 89,5%  | 5,4 | 1,6 | 0,2 | 0,2 | 14,4 |
| 1998/99 | Minnesota | 4  | 1  | 32,8 | 37,5% | 16,7% | 75,0%  | 3,5 | 1,5 | 0,3 | 0,5 | 10,0 |
| 1999/00 | Minnesota | 4  | 0  | 17,0 | 50,0% | 40,0% | 100,0% | 1,8 | 0,5 | 0,0 | 0,3 | 5,8  |
| 2000/01 | Minnesota | 4  | 0  | 12,5 | 20,0% | 0,0%  | 100,0% | 1,8 | 0,8 | 0,3 | 0,0 | 1,5  |
| 2001/02 | Minnesota | 3  | 2  | 11,3 | 33,3% | –     | 100,0% | 0,7 | 1,0 | 0,3 | 0,3 | 2,7  |

## Statystyki trenerskie
Na podstawie Basketball-Reference.com (ang.)
| Zespół  | Sezon   | M   | Z   | P   | Z-P%  | Miejsce                | MP | ZP | PP | PZ-P% | Wynik                       |
| ------- | ------- | --- | --- | --- | ----- | ---------------------- | -- | -- | -- | ----- | --------------------------- |
| Toronto | 2004/05 | 82  | 33  | 49  | 40,2% | 4. w Atlantic Division | —  | —  | —  | —     | brak awansu do play-offów   |
| Toronto | 2005/06 | 82  | 27  | 55  | 32,9% | 4. w Atlantic Division | —  | —  | —  | —     | brak awansu do play-offów   |
| Toronto | 2006/07 | 82  | 47  | 35  | 57,3% | 1. w Atlantic Division | 6  | 2  | 4  | 33,3% | porażka w pierwszej rundzie |
| Toronto | 2007/08 | 82  | 41  | 41  | 50,0% | 2. w Atlantic Division | 5  | 1  | 4  | 20,0% | porażka w pierwszej rundzie |
| Toronto | 2008/09 | 17  | 8   | 8   | 47,1  | (zwolniony)            | —  | —  | —  | —     | —                           |
| Kariera |         | 345 | 156 | 189 | 45,2% |                        | 11 | 3  | 8  | 27,3% |                             |